# 給人林
給人林（きゅうにんばやし）とは、給人の給地として与えられ、給人によって管理をすることが許された山林のこと。
山林そのものを給地として与えられる場合よりも、給地の中にたまたま山林が含まれている場合や給人が買得・植栽したことで得た山林である場合が多い。藩によって名称は異なり、預山（あずかりやま）・地頭林（じとうばやし）・拝領山（はいりょうやま）などの名前が付いていた。
給人に管理が任されており、藩に運上を納めることを条件に立木の伐採が許されていた。だが、日本全国で森林資源が枯渇して良質な材木が得られにくくなった江戸時代中期以後は良質な大木を確保したいとする藩の厳しい規制がかかるようになり、給人は自家用材を得るために伐採することを許されるだけとなった。